# Бучинська ікона Божої Матері

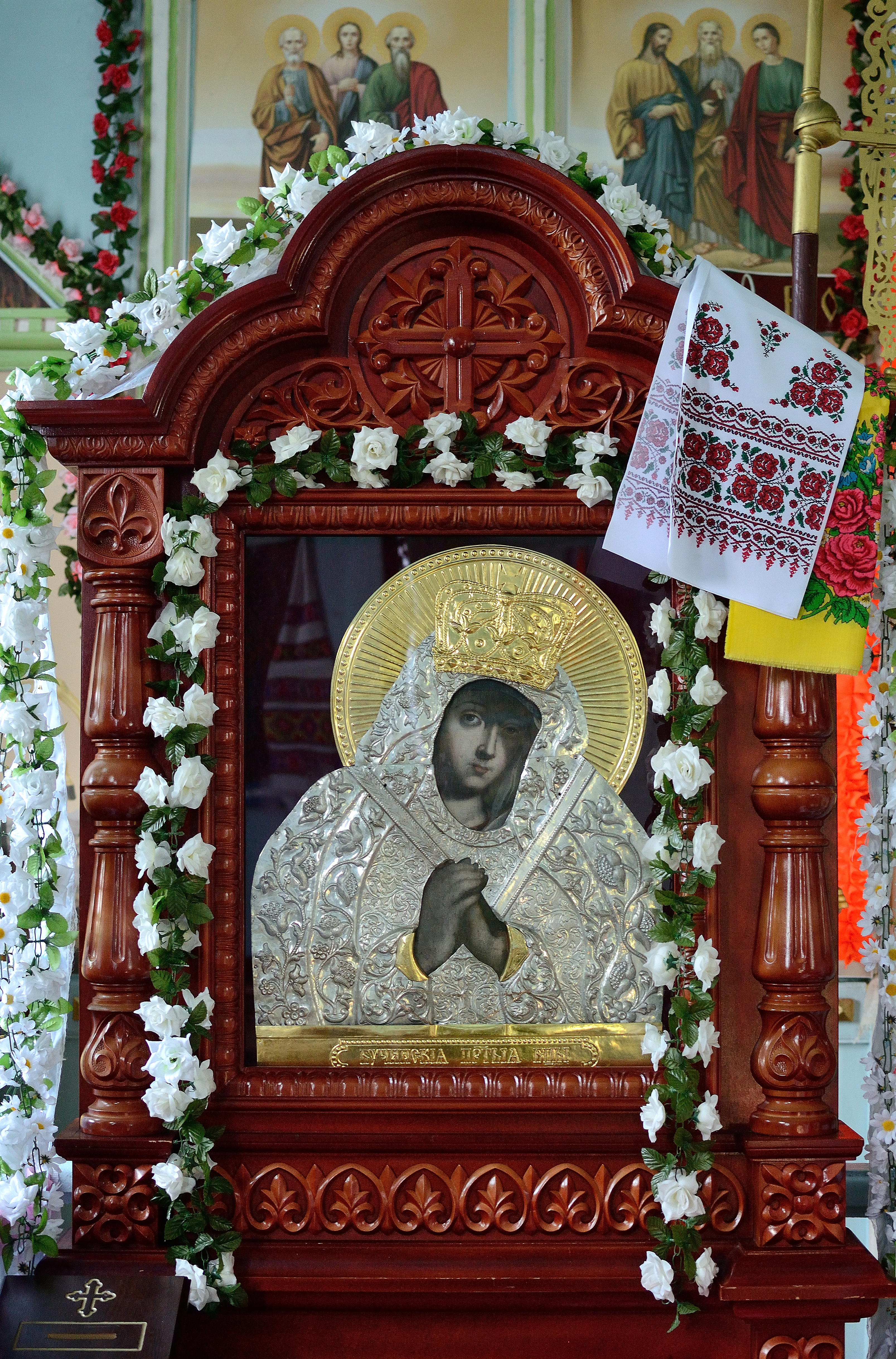
Бучинська Ікона Божої Матері в Миколаївській церкві села Бучин. Фото О. Дурманенка 2014 рік.

Бучинська ікона Божої Матері  — чудотворна ікона Божої Матері, особливо шанована православними християнами Волинського, Рівненського та Пінського (тепер Білорусь) Полісся. Ікона знаходиться у Свято-Миколаївській церкві села Бучин Камінь-Каширського району Волинської області в Україні.
Щорічно, 22 травня відбувається хресна хода до Бучинської ікони Божої Матері. Розпочинається хода селі Зарудче Камінь-Каширського району.

## Опис
Ікона написана олійними фарбами на полотні в західному стилі. Одягнута в срібну ризу з позолоченими нарукавниками та корону. Божа Матір зображена із складеними в молитві руками і всепроникаючим поглядом. В основу Ікони покладено видіння Образу Богородиці італійським художником Джованні Батіста Сальві в його роботі «Скорботна Мадонна» (1640 рік), яка зберігається в Галереї Уффіці у Флоренції. Розміри ікони Богородиці — 65х80 см.
Ікона знаходиться в переносному кіоті перед вівтарем. До 1960 року Образ Богородиці стояв у вівтарі церкви, і тільки на великі свята її виносили на поклоніння віруючим.

## Історія
В 1706 року на острові, серед заплави річки Стохід, жителі села Бучин помітили незвичне сяйво, яке випромінювала явлена Ікона Богородиці.
Чудесні зцілення, котрі почали відбуватися перед Образом Цариці Небесної, надихнули бучинців спочатку збудувати для Неї на місті  з’явлення  капличку, а згодом і церкву.
Під час Першої та Другої світових воєн ікону переховували у схованці серед непрохідних боліт.
До 1793 року церква в Бучині відносилась до Руської унійної церкви — (сьогоднішня Українська греко-католицька церква). З 1794 по 1921 роки до  Мінської єпархії Російської православної церкви, з 1922 по 1939 роки до Поліська єпархія Польської православної церкви, а з 1944 року до Волинсько-Рівненської єпархії РПЦ. З 1990 року церква належить до  Волинської єпархії Української Православної Церкви.
З 1961 року по 1990 рік, у зв'язку із припиненням Богослужінь в Храмі села Бучин, Ікона Богородиці вислуховувала молитовні сповіді — прохання віруючих християн у церкві села Деревок Любешівського району. 
В 1990 році величним Хресним Ходом Образ Богородиці на руках бучинців повернувся на своє почесне місце в Храм села Бучин.
Неодноразово Бучинську ікону злодії виносили з Храму, але кожен раз Вона поверталась. Останній раз це було в травні 2007 року.
З березня по травень 2007 року ікона Богородиці знаходилась на «лікарняному ліжку» в Музеї Волинської Ікони в Луцьку. Опікувався її «здоров'ям» художник-реставратор Анатолій Квасюк.

## Публікації в пресі
- Микола Муляр Газета "Нове життя" Любешів 2003 р.

Багатьма дивами прославилась Бучинська Ікона Божої Матері. Найперше Диво-чудесна поява її в Бучині. За переданням, що свято зберігається у пам'яті народній, надприродно сяючу її вперше побачили в селі Морочне. «Ішла» вона по повітрю, високо над землею. Можливо, хотіла Цариця Небесна зупинитися тут, але, оскільки поряд з церквою стояв шинок і народ вів далеко не праведне життя, то й «пішла» вона далі. Через якийсь час, саме завдяки незвичному сяйву, її помітили бучинці серед болота на горбку, а точніше на дубовому пеньку. Майстровиті селяни збудували навіс, щось на зразок маленької каплички, щоб уберегти святиню від непогоди. Почали будувати церкву на високому місті (Дринищем називають), у селі, яке й селом (у теперішньому значенні) важко назвати, швидше поселення було з десяти хат. Згодом і Ікону перенесли туди. Але в дивний спосіб вона повернулась на попереднє місце. Усвідомлюючи велику таїну Божого промислу, з острахом кілька разів переносили люди Ікону до церкви. Але ікона знову і знову поверталась на те місце, де уподобала Божа Матір. Відкрилось нарешті селянам, що й церква має бути там.
Переживши усі лихоліття, і донині стоїть за селом сільський храм, а в ньому святиня, біля якої зціляють тілесні та душевні недуги усі, чия полум'яна віра — до Господа нашого Ісуса Христа та Заступниці за рід Людський — Божої Матері.
- Газета "Нове життя" смт. Любешів 16.05.2006 р. «Православний монастир в Бучині?»

Коли я працював з архівними документами по Свято-Миколаївському храму села Бучин, Бог благословив мене віднайти опис поліських церков за 1947 рік, складений благочинним Любешівського благочиння, настоятелем храму с. Ворокомлє протоієреєм Андрієм Ковальовим. Цей звіт було складено на виконання розпорядження Волинсько-Рівненського єпископа Варлаама (Борисевича).
Розповідаючи про церкви району, отець Андрій з великою любов'ю описує саме село Бучин, його привітних людей, храм і Образ Богородиці. На завершення він пише наступне: «Зі слів Отця настоятеля храму, в тридцятих роках існував проект облаштування в Бучині скиту одного з жіночих монастирів, але польська влада, зацікавлена в поширенні католицизму, негативно віднеслась до цього проекту».
Відомо, що настоятелем храму в Бучині в 1947 році був Отець Никон Наумович, який з 1936 по 1940 р. служив у цьому ж храмі дяком, а ще до того з 1922 по 1936 роки був дяком у селі Червище. Тобто протягом 18 років він або особисто брав участь, або був добре поінформований про величні храмові свята та хресні ходи, які проходили щорічно в Бучині на свято Миколая 22 травня.
Чудесні зцілення, які постійно здійснюються через ревну молитву до Богородиці, вже кілька століть підряд притягують до Бучина християн Волинського, Рівненського та Пінського Полісся. Так, у 1939 році на храмовому святі було більше двох тисяч прочан, а літургію служили 20 священників на чолі з єпископом Камінь-Каширським, вікарієм Поліської єпархії Антонієм (Марценко). Коли в дев'яностих роках постала незалежна держава Україна, в Бучині стараннями жителів села, під керівництвом старости церковної громади Миколи Ілліча Левковця відновили закритий комуністами в шістдесятих роках храм і повернули на своє почесне місце Чудотворний Образ Богородиці. І знову, як і кілька століть тому, до Бучина потягнулись прочани в надії бути почутими Богом перед Образом Богородиці. Кому хоч один раз пощастило відчути на собі всепроникаючий погляд Богородиці, той знову і знову мріє побувати у Бучині і скласти подячну молитву перед її Образом.
Бучинська Ікона — це найдавніша і найцінніша сакральна святиня нашого району. І тому сьогодні, коли в незалежній Україні існує справжня свобода віросповідання, знову актуальним стає питання створення біля Чудотворного Образу Богородиці Бучинської православного монастиря, який буде центром духовного і молитовного єднання та місцем стяжання Божественної благодаті.
Наш прекрасний Поліський край дав життя багатьом талановитим землякам, які досягли значних як духовних, так і матеріальних висот, і тому я вірю, що вони будуть раді долучитись до такої Богоугодної справи, яка закарбує їхні імена в Книзі Життя.
- Микола Савчук
- Микола Муляр Газета "Нове життя"Любешів 2007 р.

Традиційний хресний хід до Бучинської чудотворної ікони Божої Матері, що завжди відбувається в день пам'яті про перенесення мощей святителя Миколи-Угодника, цьогоріч міг і не відбутися. А передували цьому сумні події на початку Великого посту, про що уже повідомлялося у нашій газеті, і які викликали певний резонанс не тільки в районі, а й у всій області. Як розповідала Ганна Сухаревич, учителька місцевої школи, «наш Бучин тоді ніби постарів, поменшав, занімів, а жителі села відчули, що втратили щось найрідніше, найближче серцю. Тінь смутку, жалоби і печалі впала на село. Люди плакали, молились і … надіялись на Диво».
І як можна інакше це назвати, коли дивним Божим Промислом ікона знову повернулася до Своєї обителі — Свято-Миколаївського храму.
Як і планувалося, вже о 8.30 у вівторок, 22 травня, з хлібом-сіллю зустрічали бучинці на околиці села хресний хід, очолюваний благочинним Любешівського округу Отцем Анатолієм Шкарою. Легка втома після двохгодинного переходу не затьмарила радість свята. У всіх були веселі та щасливі обличчя. Зі щирими словами вітання звернулася до присутніх учителька місцевої школи Ганна Сухаревич: «У ваших очах світиться вогник надії, що прийшли ви сюди недаремно. Кожен сьогодні хоче попросити в Матінки Божої того, що потребує ваша сім'я, устами припасти до рук Святині і попросити собі здоров'я. Бо тепер ми ще більше віримо, що ця ікона свята, що Божа сила сильніша над усе. І нашими віруючими серцями, як найвірнішими „барометрами“ Божественної благодаті, ми це відчуваємо. Від усієї душі, від щирого серця бажаю всім вам міцного здоров'я, людського щастя. Миру і тепла — із рук Небесного Отця». Від імені усіх бучинців вона також висловила щиру вдячність працівникам райвідділу міліції, Служби безпеки України, які займались розшуком ікони, а також Миколі Савчуку, який своїм коштом допоміг підреставрувати ікону, Анатолію Мацеруку — за фінансову підтримку при встановленні сигналізації, місцевим парафіянам Івану Кундіку та Володимиру Шубичу за те, що допомогли привезти ікону із Луцька до села.

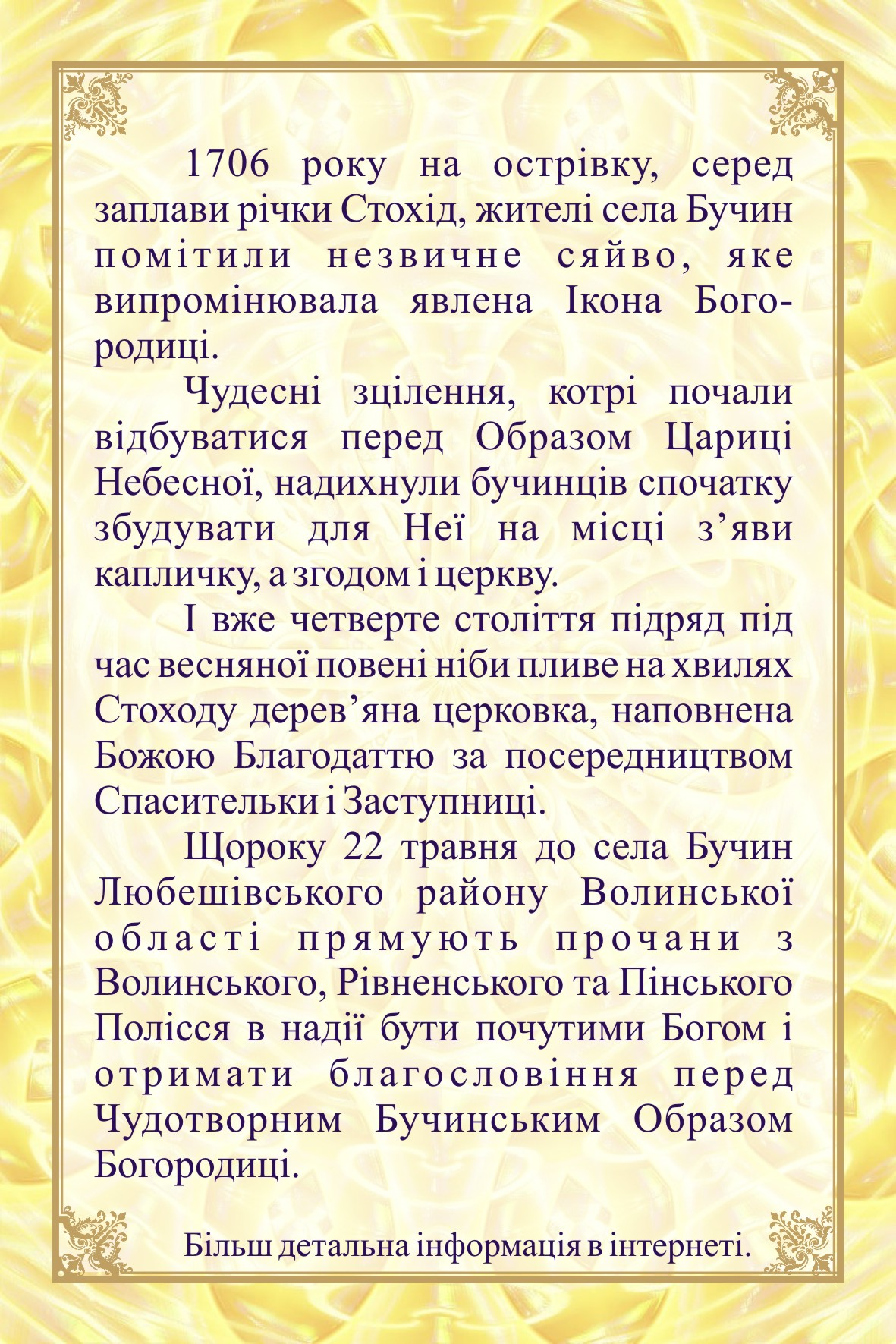
Зворотня сторона іконки для друку

Наче молитви, звучали віршовані рядочки у виконанні школярів села:
Хто в нашу церкву сьогодні прибув,
На поміч Матір Божу й Миколая призиває,
Того нехай все горе обминає,
А Миколай — душу й тіло охороняє.
Силу і здоров'я дай нам Божа Мати,
Поможи учитись, гарно працювати.
Щоб була потіха для тата й для мами,
Змилуйся над нами!
Дай нам оминути всяку злу пригоду,
Дай зрости на користь рідному народу: Дай рости на щастя України-мами,
Змилуйся над нами!

## Сьогодення
Під редакцією Валентина Марчука створено документальний фільм про Бучинську Ікону Божої Матері «Бучинське Диво» [Архівовано 23 вересня 2016 у Wayback Machine.].
Оксаною Лукашук створено документальні фільми «Бучинська святиня 2004» та «Бучинська святиня 2010».
Отцем Іваном Парипою — настоятелем храму в селі Кухітська Воля Рівненської області створено і записано з його чоловічим і жіночим церковними хорами пісню «Бучинське Диво»На пісню створено також і відео-кліп.
- Отцем Павлом Дубінцем настоятелем православного Храму в селі Морочне Рівненської області створена
- Програма на Радіо Зарічне про Бучинську Богородицю

22 травня 2008 року святкову Божественну Літургію в Бучинському Храмі очолював керуючий на той час Волинською єпархією УПЦ Митрополит Луцький і Волинський Ніфонт. Після подячних молитов перед Іконою Богородиці він виголосив, хвилюючу серця прочан, проповідь
У травні 2016 року Громадським телебаченням підготовлено інтерв'ю Волинська Мекка [Архівовано 8 жовтня 2016 у Wayback Machine.]
За давньою традицією, щорічно 22 травня до села Бучин прямують прочани з Волинського, Рівненського та Пінського Полісся в надії бути почутими Богом і отримати благословення перед Чудотворним Бучинським Образом Богородиці.
На спомин про Архипа Савчука в селі Заріка Любешівського району встановлено пам'ятний знак із зображенням Бучинської Ікони. У 2006 році створено Список з Бучинської ікони Божої Матері.

Отець Павло Дубінець, 2008 рік
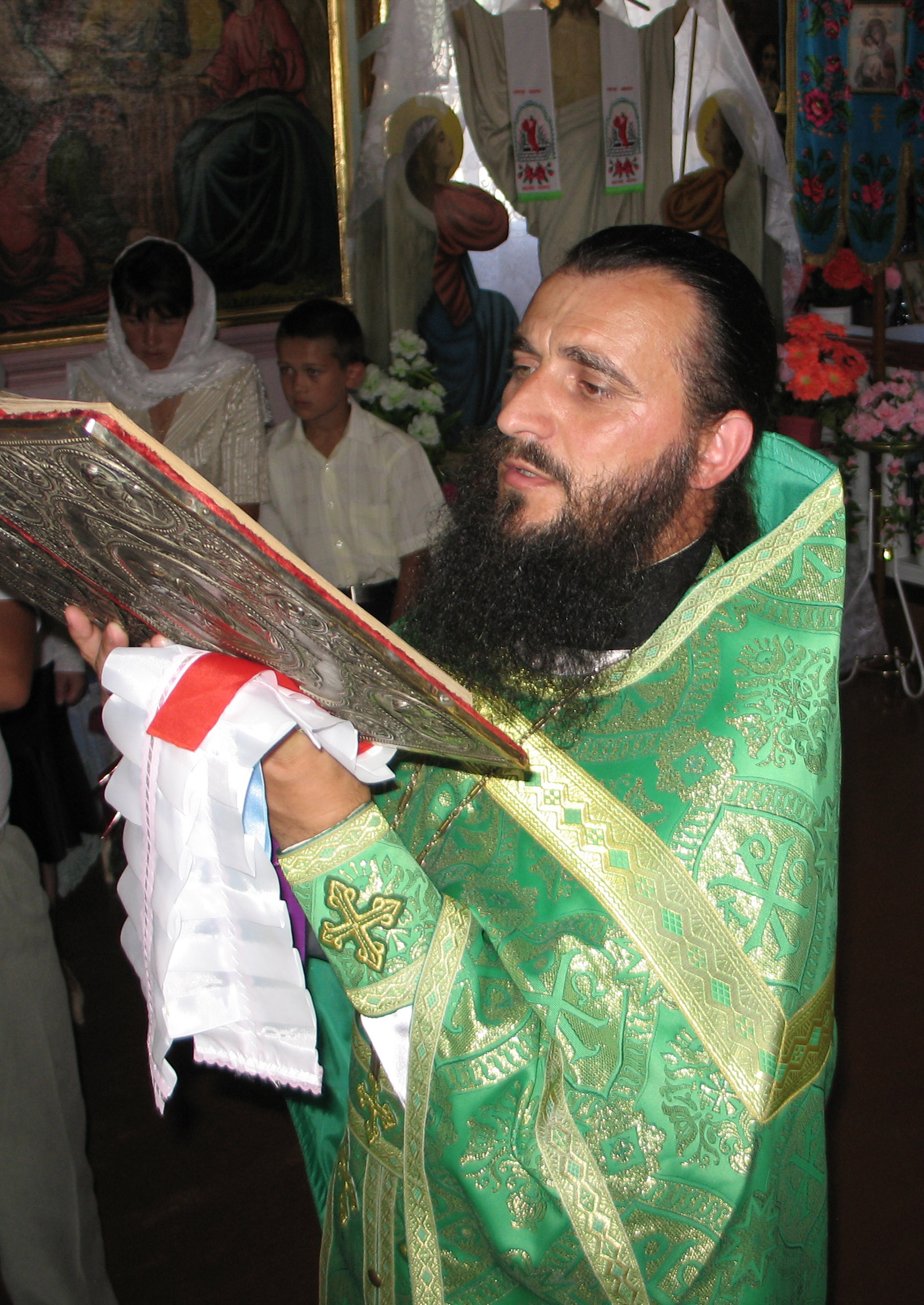
Отець Іван Парипа, 2007 рік
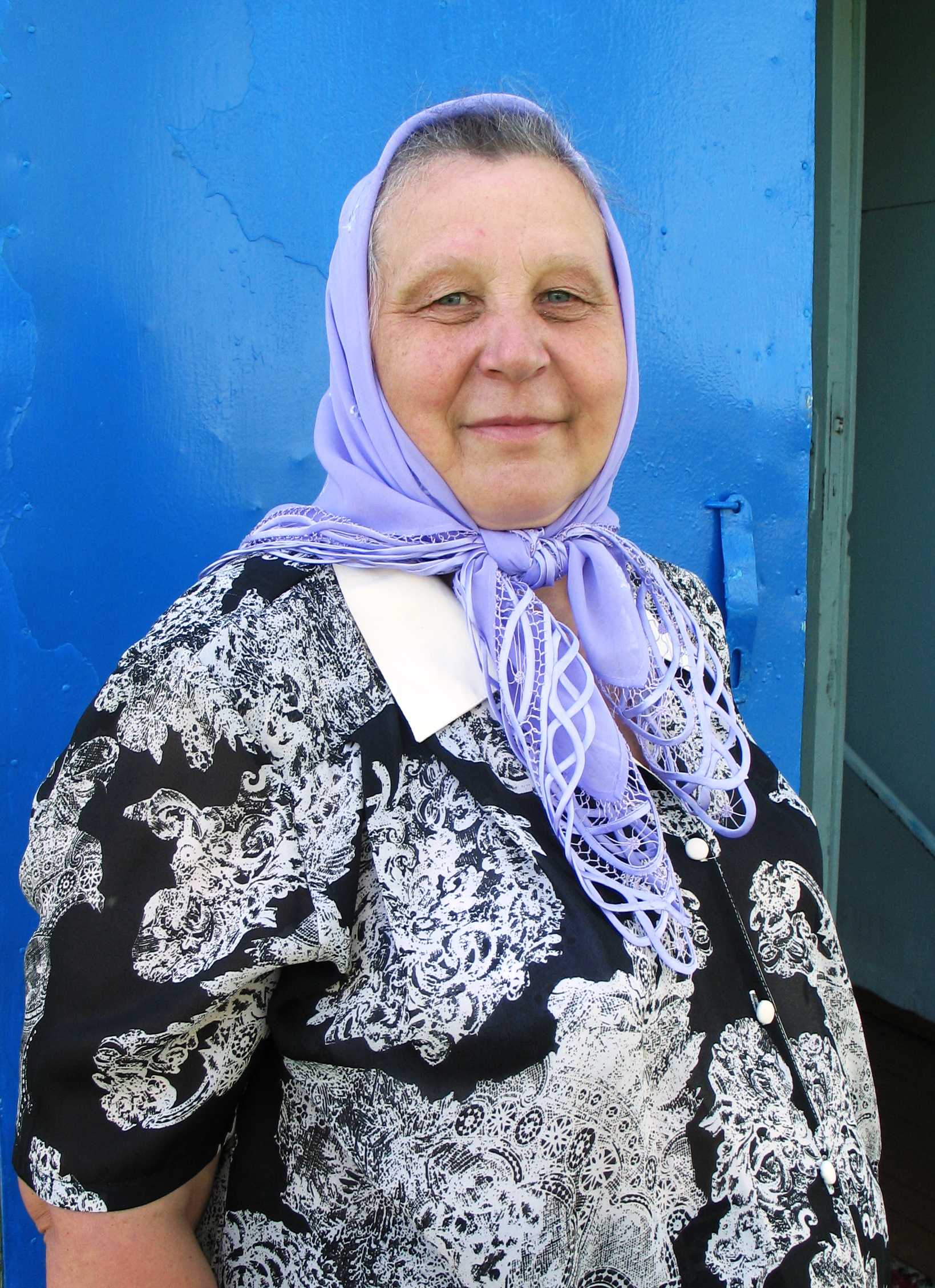
Ніна Іванівна-багаторічний касир церкви с.Бучин, 2012 рік
Прочани на шляху до Бучина, 2008 рік
Пам'ятний знак
Прочани перед іконою, 2007 рік